# 土居斎苑

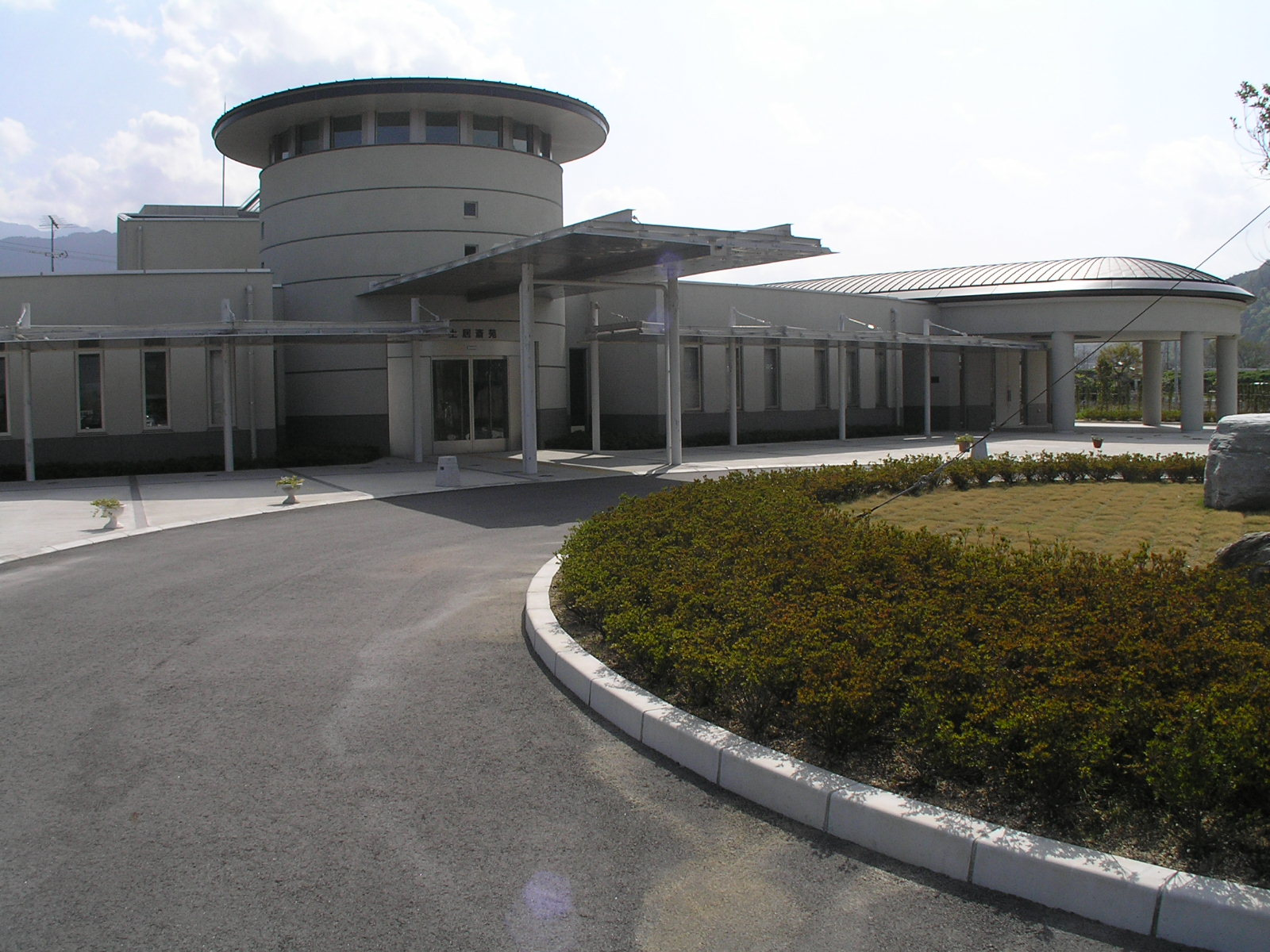
土居斎苑全景

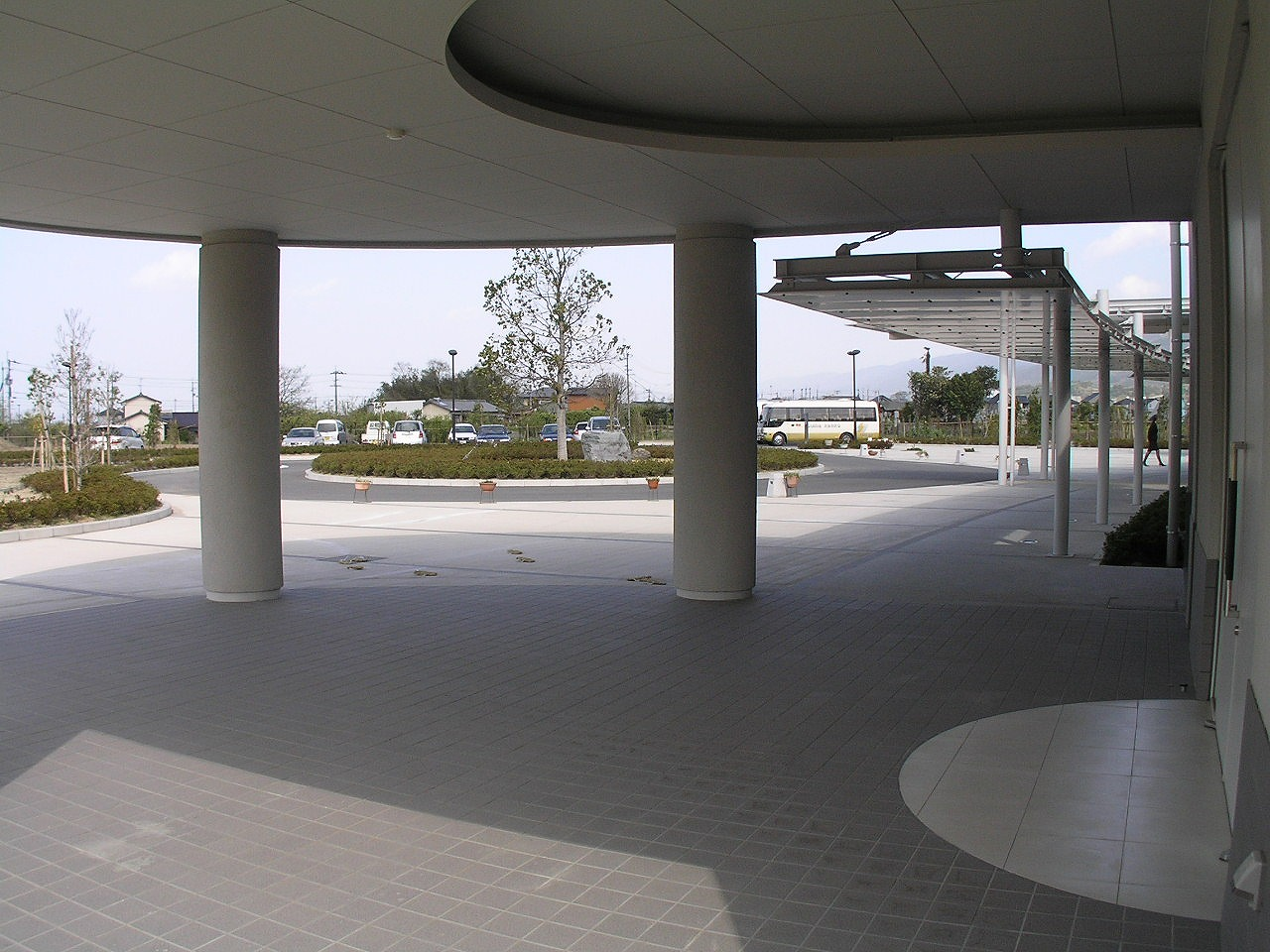
土居斎苑玄関

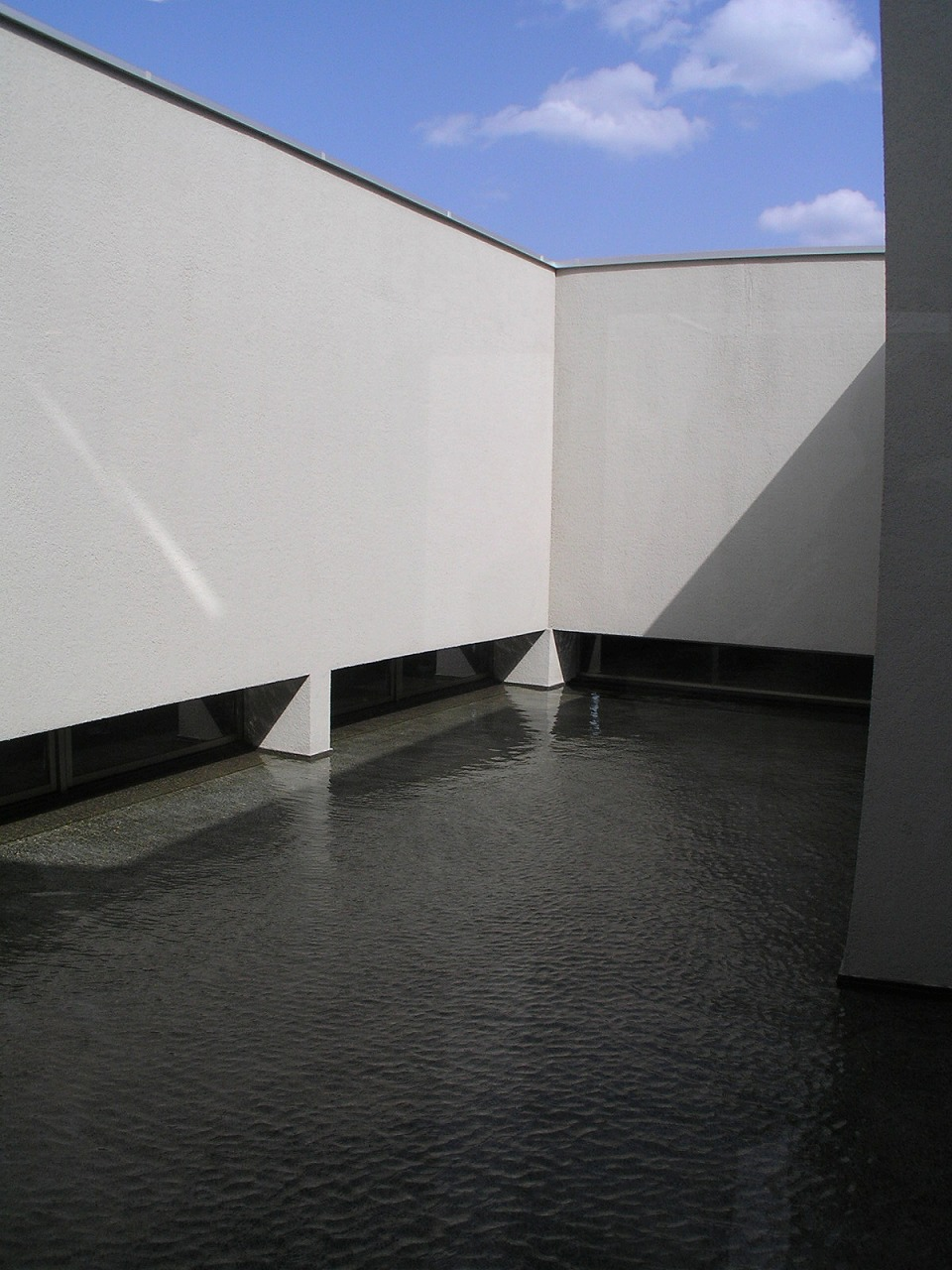
斎苑内の池

土居斎苑（どいさいえん）は、愛媛県四国中央市土居町土居2208番地にある四国中央市営の斎場・火葬場。

## 概要
四国中央市の火葬場のひとつ。旧･土居町火葬場のほど近く、伊予土居駅の西方約1km、北山（240.4m）の麓、関川近くに位置する。周囲は田園、果樹園、墓地などが多い。2005年竣工の円柱形の玄関中央ホールを中心にシンメトリックに左右に広がる鉄筋コンクリート造りのクリーム色の近代的建築。葬儀場を併設する。
旧・土居火葬場は解体・撤去され、跡地は駐車場として整備された。
四国中央市には、この他に川之江斎苑（四国中央市上分町）、伊予三島斎場（四国中央市中之庄町）、旧式火葬場である新宮斎場（四国中央市新宮町）がある。

## 施設

### 構造
- RC造(一部S造)2階建て。延床面積:1,343㎡[2]。

### 施工
- 設計施工:桂設計、日本国土開発[2]。
- 竣工:2005年[2]。
- 火葬炉メーカー:富士建設工業[3] 。

## 利用案内
- 休場日:1月1日及び市長が指定する日。

## 所在地
- 愛媛県四国中央市土居町土居2208番地

## 参考サイト
- 四国中央市公式HP